# Omega III
Albums de Omega
200 Years After the Last War
(1974) The Hall Of Floaters In The Sky
(1975)
Omega III, sorti en 1974, est le quatrième album en anglais du groupe de rock progressif hongrois Omega.

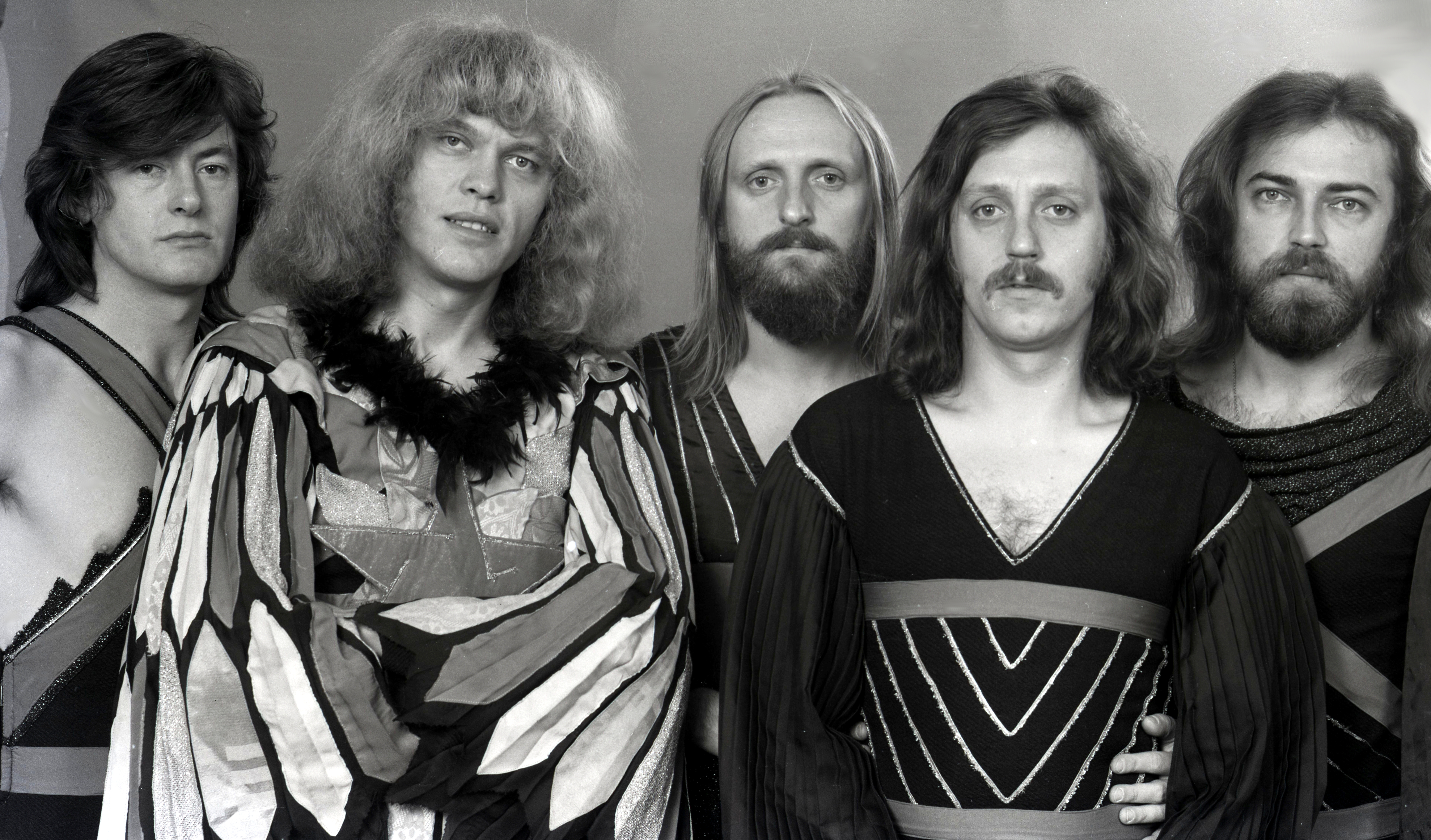
Omega en 1976.

## Liste des titres

### Face 1
1. Stormy Fire - 3:58
2. Spanish Guitar - 3:30
3. Go on the Spree - 2:33
4. Remembering - 3:25
5. Everytime She Steps In - 3:45

### Face 2
1. Live As Long As 3:19
2. Just a Bloom - 4:31
3. I Go Away 3:31
4. Fancy Jeep - 3:49

## Musiciens
- János Kóbor : chant, percussions
- László Benkő : orgue, synthétiseur Moog
- Tamás Mihály : guitare basse, mellotron, chant
- György Molnár : guitare
- Ferenc Debreceni : batterie, percussions